# Langley (Hampshire)
Langley – wieś w Anglii, w hrabstwie Hampshire. Leży 29 km na południe od miasta Winchester i 117 km na południowy zachód od Londynu.